# 1. Simmeringer SC
Der 1. Simmeringer Sport-Club, kurz 1. SSC oder ISSC, ist ein österreichischer Fußballverein aus dem elften Wiener Gemeindebezirk Simmering.

## Geschichte

### Gründungsgeschichte
Bereits im Jahre 1892 wurde der 1. Simmeringer Amateur-SC gegründet. Mit Gründung der Fußballsektion 1901 wurde der Name in 1. Simmeringer SC geändert. In der ersten österreichischen Fußballmeisterschaft 1912 belegte der 1. SSC den fünften Platz. Man konnte jedoch beide Spiele gegen den ersten österreichischen Meister SK Rapid Wien gewinnen.

### Die erfolgreichen Jahre
Die erfolgreichsten Jahre des Vereins waren die frühen 1920er. Hier konnte im Jahre 1926 mit dem dritten Platz in der Meisterschaft der größte Erfolg der Clubgeschichte erzielt werden. Es folgten jedoch finanzielle Probleme und schließlich der Abstieg in die zweite Liga im Jahre 1928. Erst zehn Jahre später gelang kurz vor dem Zweiten Weltkrieg der Wiederaufstieg für eine Saison.

### Nachkriegszeit und wirtschaftlicher Ruin
Nach dem Zweiten Weltkrieg konnte der 1. SSC sich wieder in der höchsten österreichischen Spielklasse etablieren. Man spielte insgesamt 13 Jahre, von 1951 bis 1964, ohne Unterbrechung in der ersten Liga und nahm am Mitropacup teil. Schließlich wurde der Verein ein Opfer der ÖFB-Reform 1974, in der die erste Liga auf zehn Vereine gekürzt wurde – jedoch wurden diese nicht nach sportlichen, sondern nach regionalen Gesichtspunkten gewählt. Es folgte somit der Zwangsabstieg, von dem sich der Verein weder sportlich, noch wirtschaftlich wirklich je erholte.
In der Folgezeit stieg der 1. Simmeringer SC immer wieder auf und ab, bis schließlich 1982 nach dem erneuten Aufstieg in die 1. Bundesliga und dem letzten Platz in der darauffolgenden Saison 1982/1983 der sportliche Absturz und finanzielle Ruin folgte.

### Auf und Ab
Erst 1994 konnte der Verein einen Zwangsausgleich durchsetzen, und von nun an konnte wieder sportlich und finanziell nach oben geschaut werden.
Zwischenzeitlich konnte mit dem Spieler und danach Trainer Andi Ogris immer wieder der Aufstieg in die Regionalliga Ost erreicht werden, in der sich der Verein jedoch nie lange halten konnte.
Ein Erfolg aus dieser Zeit war immerhin das Vordringen im ÖFB-Cup 1999/2000 bis ins Achtelfinale, wo man jedoch auf einer aus allen Nähten platzenden Simmeringer Had vor 6.000 Zuschauern gegen SV Austria Salzburg mit 0:1 ausschied. Bis dahin wurde unter anderem der damalige Bundesligaverein SV Ried ausgeschaltet.

### Absturz und Weg aus der Krise
Nach dem sportlichen und neuerlich finanziellen Abstieg 2007/08 aus der Wiener Stadtliga, der vierthöchsten österreichischen Spielstufe, schaffte der 1. Simmeringer SC nach einer Saison in der Oberliga A den sofortigen Wiederaufstieg mit dem neuen Trainer Karl Brauneder und dem im Winter neu zur Mannschaft gestoßenen, international erfahrenen Alen Orman. In dieser Saison wurde nicht nur der sportliche Aufstieg geplant und erreicht, sondern auch die wirtschaftliche Lage konnte wieder auf stabile Füße gestellt werden.
Für die Saison 2009/2010 in der Wiener Stadtliga konnten erfahrene Spieler wie Thomas Reitprecht oder der Ex-Internationale Marcus Pürk verpflichtet werden, die so auch an ihre alte Wirkungsstätte zurückkehrten, jedoch beide bereits im Winter den Verein wieder verließen.
Im Frühjahr 2010 wurden die Renovierungsarbeiten für den Kunstrasenplatz begonnen, der mit Beginn des 110-jährigen Vereinsjubiläums im Sommer 2010 wiedereröffnet wurde.

### Wiederaufstieg in die Regionalliga Ost
Der Aufstieg in die Regionalliga Ost war die Zielsetzung für die Saison 2010/2011, und hierfür konnte Damir Canadi als Trainer verpflichtet werden, der bereits bei Lokomotive Moskau als Betreuer aktiv war. Zusätzlich konnte im Winter Thomas Flögel für den Verein gewonnen werden. Mit diesem Gespann wurde man überlegen Meister der Wiener Stadtliga und stand bereits am fünftletzten Spieltag als Meister fest.

### Überraschungsaufsteiger in der Ostliga
Bereits zum Anfang der Saison kristallisierte sich heraus, dass der vermeintliche Abstiegskandidat 1. Simmeringer SC sich durchaus behaupten konnte. Dies war vor allem ein Verdienst von Trainer Damir Canadi, der aus einer Viertligamannschaft einen Aufstiegskandidaten für die Erste Liga machte und so bereits während der Herbstsaison vom FC Lustenau 07 abgeworben wurde. Für die restliche Herbstsaison übernahm Volkan Kahraman den Job lediglich als Interimstrainer, da ihm die erforderliche Trainerlizenz fehlte, konnte allerdings die Herbstsaison nur knapp hinter den Spitzenrängen auf Platz fünf abschließen. Bereits Anfang Dezember 2011 wurde der Schweizer Romain Villiger als neuer Trainer vorgestellt, der aber nach nur drei Pflichtspielen sein Amt niederlegte und im März 2012 von dem Simmeringer Christian Prosenik ersetzt wurde. Mit Christian Prosenik konnte trotz des Abgangs mehrerer Mannschaftsstützen die Klasse gehalten werden.
Die folgende Saison unter dem neuen Trainer Volkan Kahraman verlief nach einem weiteren Aderlass an Spielern und sehr vielen unglücklichen Niederlagen, meist nur mit einem Tor Unterschied, äußerst schlecht und so wurde der Abstieg in die Wiener Stadtliga bereits mehrere Runden vor Saisonende fixiert.
Auch in der Wiener Stadtliga konnte man nur sehr schlecht Fuß fassen und spielte seit dem Abstieg aus der Regionalliga immer um den Abstieg, der mit Saisonende 2016/17 Wirklichkeit wurde und Simmering so fast nach zehn Jahren wieder in die fünfte Spielklasse – diesmal die 2. Landesliga – absteigen musste.

### Absturz in die Fünftklassigkeit
Nach dem Absturz in die 2. Landesliga konnte man zwar die Trainerlegende Norbert Barisits verpflichten, doch der Wiederaufstieg ist noch immer das Ziel des Vereins. Scheiterte man in der ersten Saison noch eher an sich selber als an den Gegnern, war es in der zweiten Saison die Tatsache, dass mit der insolventen First Vienna FC ein professionell geführter Verein in die 2. Landesliga zwangsversetzt wurde und die Liga nach anfänglich nach belieben bestimmte. Doch gerade in dieser Saison wurde man Herbstmeister, unterlag jedoch in der Frühjahrssaison dann im direkten Duell auf der Simmeringer Had vor einer Fünft-Liga-Rekordkulisse von über 1100 Zusehern mit 1:3 und somit war auch das Aufstiegsrennen entschieden.
Nach dieser bitteren Saison als nicht belohnter Vizemeister konnte man zwar den Stamm der Mannschaft inklusive Trainer Barisits halten, doch die Abgänge konnten aufgrund der finanziellen Lage nicht gleichwertig ersetzt werden, sodass diese Lücke mit Eigenbauspielern aus dem Nachwuchs, die sogar noch teilweise für den Nachwuchs spielberechtigt waren, geschlossen wurde. Dieser Schritt machte sich jedoch bezahlt, da sich diese jungen Spieler behaupten konnten und sich zu Stammkräften in der Kampfmannschaft entwickelten.
In dieser dritten Saison konnte man dann sogar endlich mit einem Rekordstart von 11 Siegen in den ersten 11 Spielen der Favoritenrolle gerecht werden. Dieser Startrekord wurde jedoch jäh mit einer 1:2-Niederlage in der 12 Runde beim Nußdorfer AC beendet.
Mit sieben Punkten Vorsprung wurde die Saison am 13. März 2020 aufgrund der COVID-19-Pandemie nach 17 Runden abgebrochen und fiel der Annullierung sämtlicher Amateurligen aufgrund eines ÖFB-Gutachtens zum Opfer. Eine Saison später reichten aufgrund einer Regeländerung nur 15 Runden, in der man jedoch den Aufstieg durch sieglose Spiele in den letzten beiden Runden verpasste.

### Aufstieg in die Wiener Landesliga (4.Liga)
Mit dem neuen Trainer Werner Hasenberger und dem Sportlichen Leiter Anton Erceg wurden in der Saison 2021/2022 wurde der langerhoffte Meistertitel mit 10 Punkten Vorsprung eingefahren und somit der Wiederaufstieg in die Wiener Landesliga erreicht.

## Aktueller Kader
Stand: 15. Oktober 2021

## Spielklassen
| Spielzeiten | Liga | Liganame                       |
| ----------- | ---- | ------------------------------ |
| 1911–1927   | 1    | Erste Klasse bzw. I. Liga      |
| 1928–1936   | 2    | II. Liga                       |
| 1937–1938   | 1    | Nationalliga                   |
| 1939        | 2    | Bezirksklasse                  |
| 1940–1941   | 2    | Erste Klasse                   |
| 1942–1944   | –    | Einstellung des Spielbetriebes |
| 1945        | –    | keine Meisterschaft            |
| 1946        | 2    | Zweite Klasse                  |
| 1947–1950   | 2    | Wiener Liga                    |
| 1951–1963   | 1    | Liga A                         |
| 1964        | 2    | Regionalliga                   |
| 1965        | 1    | Nationalliga                   |
| 1966–1969   | 2    | Regionalliga                   |
| 1970–1971   | 1    | Nationalliga                   |
| 1972        | 2    | Regionalliga                   |
| 1973        | 1    | Nationalliga                   |
| 1974        | 2    | Nationalliga                   |
| 1975–1981   | 2    | 2. Division                    |
| 1982        | 1    | Bundesliga                     |
| 1983–1984   | 2    | 2. Division                    |
| 1984–1985   | 3    | Regionalliga                   |
| 1985–1998   | 4    | Wiener Liga                    |
| 1999–2000   | 3    | Regionalliga                   |
| 2001        | 4    | Wiener Liga                    |
| 2002        | 3    | Regionalliga                   |
| 2003–2008   | 4    | Wiener Liga                    |
| 2009        | 5    | Oberliga                       |
| 2010–2011   | 4    | Wiener Liga                    |
| 2011–2013   | 3    | Regionalliga                   |
| 2013–2017   | 4    | Wiener Liga                    |
| 2017–2022   | 5    | 2. Landesliga                  |
| 2022        | 4    | Wiener Liga                    |

## Titel und Erfolge
- Teilnahme am Mitropacup: 1960
- 3. Platz Staatsliga A: 1926
- 4 × Meister Regionalliga Ost: 1951, 1965, 1970, 1973
- 3 × Meister Wiener Liga: 1999, 2002, 2011
- 2 × Meister Oberliga A bzw. 2.Wr. Landesliga: 2009, 2022
- 1 × Wiener TOTO-Cup-Sieger: 1994
- 1 × Wiener TOTO-Cup-Finalist: 2002

## Bekannte Spieler und Trainer
| - Rudolf Aigner - Norbert Barisits (Trainer) - Franz Baumgartner - Karl Brauneder (Trainer) - Hans-Peter Buchleitner - Damir Canadi (Trainer) - Karl Cart | - Leopold Danis - Ernst Dokupil - Franz Dumser - Antal Dunai - Johann Ehrlich - Anouar El Moukhantir - Thomas Flögel | - Rudi Flögel - Johann Frank (Trainer) - Bruno Engelmeier - Johann Hofstätter - Johann Horvath - Gordon Igesund - Volkan Kahraman (Trainer) | - Reinhard Kienast (Trainer) - Giuseppe Koschier - Ferdinand Kürner - Karl Kurz - Franz Maresch (Trainer) - Franz Musil - Andreas Ogris (Trainer) | - Alen Orman - Johann Pacista - Toni Polster - Christian Prosenik - Marcus Pürk - Emil Reichl - Karl Sesta | - August Starek - Erich Strobl - Jakob Swatosch - Ferdinand Swatosch - Karl Szoldatics - Benon Szostakowski - Rudolf Viertl |

## Nachwuchs

### Geschichte
Der 1. SSC zählte schon immer zu den Ausbildungsvereinen im österreichischen Fußball. Als Verein eines Randbezirkes konnte man nie mit den innerstädtischen Vereinen mithalten, deren finanzielle Voraussetzungen für Simmering immer zu hoch waren. Lediglich der SK Rapid Wien konnte sich als Vertreter der Randbezirke durchsetzen und in das Konzert der großen Wiener Vereine einsteigen.
Bereits nach der Gründung des Vereins wurden Jahr für Jahr die besten Spieler abgeworben, was aber immer durch Neuzugänge kompensiert werden konnte. Die Vereinsverantwortlichen mussten nur auf die Wiesen der Simmeringer Had gehen, wo zahlreiche junge Simmeringer ihrem fußballerischen Hobby nachgingen und so ein beinahe unerschöpfliches Reservoir an Nachwuchsspielern vorhanden war.
Immer wieder schafften Eigengewächse wie Ferdinand Swatosch, August Starek oder Christian Prosenik den Sprung nicht nur in die österreichische Bundesliga, sondern auch ins Nationalteam oder gar in eine der großen europäischen Ligen.

### Heute
Nach einigen Jahren als Fahrstuhlmannschaft zwischen den beiden höchsten Wiener Nachwuchsligen konnte sich der 1. SSC in der WFV-Liga halten und nach Jahren, in denen gegen den Abstieg gespielt wurde, kletterte man in der Gesamtwertung immer weiter nach oben, sodass in der Saison 2013/2014 ein Vereinsrekord mit dem vierten Platz erreicht werden konnte und diesen in der Saison 2015/2016 sogar noch mit dem zweiten Platz übertrumpfen konnte, wobei man in dieser Saison bis zur vorletzten Runde in Führung lag. Die Saison 2016/2017 begann noch einmal eine Spur besser und so konnte man vier Herbstmeistertitel (U23, U18, U16, Gesamtwertung) erringen. Immerhin konnte die U16 unter Trainer Nikon El Maestro den ersten Rang bis zum Saisonende verteidigen und mit dem Cup-Sieg schaffte es erstmals eine Simmeringer Nachwuchsmannschaft, das Double zu erreichen.
Zielsetzung ist weiterhin, soviel eigene Nachwuchsspieler wie möglich auszubilden und in die eigene Kampfmannschaft zu integrieren oder sogar für höhere Ligen auszubilden.

## Frauenfußball
Mit Beginn der Saison 2019/2020 stellt der Club zum ersten Mal in der Vereinsgeschichte auch ein Frauenteam in der Meisterschaft der 1. Klasse Wien, dass ähnlich der Herrenkampfmannschaft vor allem aus jungen Nachwuchsspielerinnen besteht und bereits in ihrer ersten Saison um den Aufstieg in die nächsthöhere Liga spielt. Dieses Saisonziel wurde allerdings wie bei der Herrenmannschaft aufgrund COVID-19-Pandemie und der schlussendlichen Annullierung der Meisterschaft verpasst.
Dieser Aufstieg konnte jedoch mit dem Meistertitel in der Saison 2020/2021 im zweiten Jahr des Bestehens erreicht werden, somit spielt das Frauenteam bereits in der dritthöchsten österreichischen Frauenliga.

## Soziales Engagement

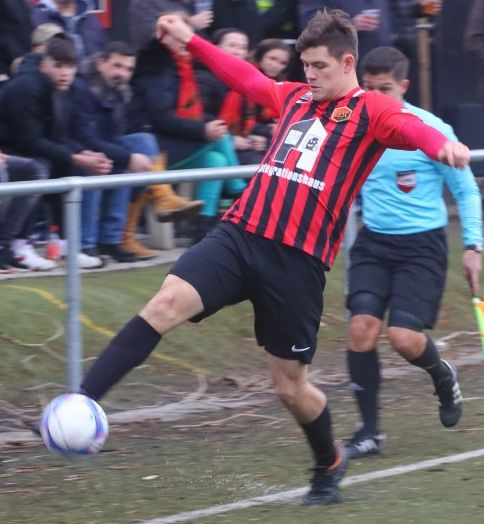
1.SSC-Stürmer Andreas Rossak mit dem Integrationshaus-Logo als Brustwerbung

Der Verein – und hier vor allem die Nachwuchsabteilung – repräsentiert auch den Bevölkerungsschnitt des Bezirkes. So sind beim Verein Spieler aus 14 Nationen gemeldet, ohne die Spieler mit Migrationshintergrund hinzugezählt. Der 1. SSC ist deswegen nicht nur ein Bestandteil der vereinsübergreifenden integrations plattform simmering, sondern bietet auch einen kostenlosen Lernclub an, in denen den Nachwuchsspielern vor dem Training schulische Nachhilfe angeboten wird.
Während der Saison 2018/19 baute der Verein sein soziales Engagement weiter aus, sodass auch in Ermangelung eines Dressensponsors einerseits für das Integrationshaus Wien auf dem Trikot geworben und hierfür Spenden lukriert werden, andrerseits auch eine Spendenaktion mit dem Flüchtlingsprojekt Ute Bock unter dem Titel „miteinander“ besteht.

## Trivia
Einzug in die österreichische Kultur nahm der 1. SSC durch Helmut Qualtinger und Gerhard Bronner in ihrem Dialog aus Travnicek auf Reisen: „Die Stierkämpf' – a matte Sache … Simmering – Kapfenberg, das nenn' ich Brutalität.“
So fanden am 4. September 2009 eine Neuauflage dieses „Klassikers“ gegen den Kapfenberger SV in Form eines Benefiz-Freundschaftsspieles auf der Simmeringer Had statt (1:7). Am gleichen Tag 2021 wurde ein neuerliches Freundschaftsspiel beider Vereine zum 120-jährigem Vereinsjubiläum des 1.SSC ausgetragen (4:3).